# Hans-Peter Martin
Hans-Peter Martin (Bregenz, 11 agosto 1957) è un giornalista, saggista e politico austriaco della Liste Dr. Martin ed europarlamentare per tre legislature consecutive dal 1999 al 2014.